# Chloropoea glaucina
Chloropoea glaucina är en fjärilsart som beskrevs av Achille Guenée 1872. Chloropoea glaucina ingår i släktet Chloropoea och familjen praktfjärilar. Inga underarter finns listade i Catalogue of Life.